# László Vajda (Ethnologe)
 László Vajda (auch Ladislaus Vajda; * 3. Februar 1923 in Budapest; † 14. November 2010 in München) war ein ungarisch-deutscher Ethnologe und Professor am Institut für Völkerkunde der Universität München.

## Leben
László Vajda war der Sohn von Jenö Vajda (1898–1924), einem Budapester Dirigenten, und Vilma Vajda, geborene Molnár (1900–1965). László Vajda besuchte die Volksschule und das Gymnasium in Budapest. Nach dem Abitur 1941 studierte er zunächst Zoologie an der Universität Budapest, wo ihn vor allem die Entomologie interessierte. Später wechselte er zum Studium der außereuropäischen Kulturen, zur „Ethnologie“, über. Da es dieses Studienfach in Ungarn damals noch nicht gab, studierte er ungarische Volkskunde. Er wurde während seines Studiums von Gyula Ortutay (1910–1978), dem späteren ungarischen Kultusminister, sowie dem Ethnographen und Linguisten Károly Viski (1882–1945) gefördert. Zudem stand Vajda im intensiven fachlichen Austausch mit dem Altphilologen Károly Marót (1885–1963), der auch Mitglied der Ungarische Akademie der Wissenschaften war. Sein Studium der Naturgeschichte, der Ethnographie, der Geographie, der klassischen und ungarischen Philologie beendete Vajda 1947. In jungen Jahren widmete er sich als Pianist, als Sohn einer Pianistin und als Musikstudent zunächst dem Sammeln und der Erforschung des vom Vergessenwerden bedrohten Lieder- und Musikgutes in den entlegenen ländlichen Gegenden Ungarns und der Karpaten – vergleichbar den Interessen des Komponisten Béla Bartók. Vajdas Begegnung mit Volks- und Brauchtum führte schließlich dazu, dass er sich als Ethnologe definierte. Er prägte in der Folge die Ethnologie in Ungarn entscheidend in ihrer Abgrenzung zur damaligen Ethnographie.
1947 erfolgte Vajdas Promotion zum Dr. phil. im Hauptfach Ethnographie, Thema seiner Dissertation war "Das ethnologische Problem der Obo-Haufen." Im selben Jahr wurde er Universitäts-Assistent im Fach Ethnographie und Ethnologie. Im folgenden Jahr erhielt er eine Anstellung als Kustos im Ungarischen Ethnographischen Museum in Budapest. Von 1949 bis 1956 leitete er dort die neu eingerichtete "Übersee-Abteilung" und war gleichzeitig Lehrbeauftragter an der Universität Budapest im Fach Ethnologie. Nach dem Ungarischen Volksaufstand emigrierte er im Dezember 1956 in die Bundesrepublik Deutschland. Vajda hatte sich schon vorher politisch positioniert. Er hatte eine antifaschistische Position gegen die Pfeilkreuzler vertreten, sich im Jahre 1943 seiner Einberufung entzogen und war im Widerstand aktiv.
In Deutschland wurde Vajda zunächst von der Deutschen Forschungsgemeinschaft (DFG) im Rahmen des Frobenius-Instituts (Frankfurt a. M.) unterstützt. Von 1957 bis 1962 arbeitete er dann als Assistent unter dem Afrikanisten Hermann Baumann am Institut für Völkerkunde und Afrikanistik der Ludwig-Maximilians-Universität München. Zu Baumanns „Die Völker Afrikas und ihre traditionellen Kulturen“ trug Vajda ein Kapitel bei, zog aber seinen Namen wegen wissenschaftlich-methodischer Bedenken zurück: Statt Vajdas Namen erscheinen daher nur drei Sternchen. Baumann hatte den Forscher Seligman mehrfach zitiert, wegen dessen jüdischer Herkunft aber nicht ins Literaturverzeichnis aufgenommen.
1962 wurde Vajda habilitiert mit dem Werk ".Untersuchungen zur Geschichte der Hirtenkulturen".  Er begann seine Lehrtätigkeit an der Universitär in München und wurde 1964 zum Universitätsdozenten ernannt. 1966 erhielt er die deutsche Staatsbürgerschaft. 1969 erlangte er die Position eines "Wissenschaftlichen Rates", 1978 die eines ordentlichen Professors. 1988 trat er in den Ruhestand. Als Universitätslehrer war er sehr prägend für eine ganze Generation von Ethnologinnen und Ethnologen, die wichtige Positionen an Museen, Universitäten oder Forschungseinrichtungen erlangten. Zu seinen Schülerinnen und Schülern zählen unter anderem Paola Ivanow, Claudius C. Müller, Thomas O. Höllmann, Bertram Turner, Bruno Richtsfeld und Stefan Eisenhofer. Mit Maria Kecskési, der langjährigen Leiterin der Abteilung Subsaharisches Afrika im Museum Fünf Kontinente in München (damals Staatliches Museum für Völkerkunde) verband ihn eine intensive Arbeitsbeziehung.
László Vajda war in Ungarn Begründer der nach der komparatistischen Methode vorgehenden Ethnologie. Er war Ehrenmitglied des Vereins der Freunde und Förderer des Staatlichen Museums für Völkerkunde München (heute: Museum Fünf Kontinente) und des Ethnographischen Vereins in Budapest sowie Offizier des Verdienstordens der Ungarischen Republik. Ein wichtiges Vermächtnis von Vajda st eine enzyklopädische Kartei von Exzerpten aus allen Bereichen der Ethnologie und der ihr verwandten Wissenschaften.

## Schamanismus-Studien
In seiner intensiven Auseinandersetzung mit dem Phänomen des Schamanismus entwickelte Vajda Theorien zum Wesen des Schamanismus. In seinem grundlegenden Artikel Zur phaseologischen Stellung des Schamanismus (1959), in dem er sich gegen eine allzu beliebige Verwendung des Schamanismus-Begriffs wendete, arbeitete Vajda folgende wesentlichen Elemente für den Schamanismus als spezifischen Ritualkomplex heraus:
- Rituelle Ekstase
- Zoomorphe (tiergestaltige) Schutzgeister
- Der Ruf des Schamanen zu seiner Berufung
- Das Einbeziehen anthropomorpher (menschengestaltiger) Schutzgeister
- Die Einweihung des Schamanen
- Reisen der Seele des Schamanen in die Anderswelt („Seelenreise“)
- Konzept eines geschichteten Kosmos mit mehreren Ebenen (normalerweise drei)
- Schamanische Kämpfe
- Spezifische schamanische Ausrüstung (Trommel und Kleidung).[5][6]

Für Vajda verbinden sich im Schamanismus all diese Elemente in spezifischer Weise. Das Auftreten von nur einzelnen dieser Elemente sind daher für eine Bestimmung des Komplexes „Schamanismus“ nicht ausreichend, da alle diese Elemente einzeln auch außerhalb des Schamanismus in unterschiedlichen Kontexten erscheinen. Erst in ihrem charakteristischen Ineinander ergibt sich ein komplexes Phänomen, das als "Schamanismus" beschreibbar wird.

## Publikationen (Auswahl)
- Große ungarische Reisende. (1951); (ungarisch)
- Die Kulturtypen Afrikas. Katalog des Ethnographischen Museums, Budapest 1956; (ungarisch)
- mit Hermann Baumann: Bernhard Ankermanns völkerkundliche Aufzeichnungen im Grasland von Kamerun, 1907-1909.  In: Baessler-Archiv, N.F. Bd. 7, (1959), S. 217–318
- Zur phaseologischen Stellung des Schamanismus. In: Carl A. Schmitz (Hrsg.): Religionsethnologie. Akademische Verlagsgesellschaft, Frankfurt am Main 1964, S. 265–295
- Traditionelle Konzeption und Realität in der Ethnologie. In: Festschrift für Adolf Ellegard Jensen; hrsg. von Eike Haberland u. a. Renner, München 1964, S. 759–790.
- Untersuchungen zur Geschichte der Hirtenkulturen. (= Band 31, Veröffentlichung des Osteuropa-Institutes) München; Neuauflage Harrassowitz, Wiesbaden 1968; zugleich Universität München, Habilitationsschrift
- Leo Frobenius heute. Zeitschrift für Ethnologie (1973) 98 (1): 19-29
- Zur Frage der Völkerwanderungen. Paideuma (1973/1974), Bd. 19/20 S. 5–53.
- Verzeichnis der Schriften von László Vajda. Münchner Beiträge zur Völkerkunde, 1988, ISBN 3-7774-4700-5.
- Metamorphose als heilige Handlung. Metamorphosen, hrsg. von Werner Engelmann, Bruno J. Richtsfeld, Staatliches Museum für Völkerkunde, München 1989, ISBN 3-927270-01-6, S. 9–18.
- Der Monosandalos-Formenkreis. Baessler-Archiv (1989), N.F. Bd. 37, S. 131–170
- Reflexionen zu Roger Sandalls Buch gegen die romantische Anthropologie. Anthropos (2004), Bd. 99, S. 222–230
- Die Adonisgärtchen und das Wunder der Keimung. (= Band 12, Münchner Beiträge zur Völkerkunde: Jahrbuch des Staatlichen Museums für Völkerkunde, München), München 2008, ISBN 978-3-927270-54-1, S. 7–23
- X. Götzfried, T. O. Höllmann, C. Müller (Hrsg.): Ethnologica: ausgewählte Aufsätze. Harrassowitz, Wiesbaden 1999, ISBN 3-447-04209-5.